# Jak ukrást nevěstu
Jak ukrást nevěstu, anglicky Made of Honor, je britsko-americká romantická komedie společnosti Columbia Pictures z roku 2008 režiséra Paula Weilanda, v hlavních rolích Patrick Dempsey a Michelle Monaghan.
Jde o jednoduchou romantickou zápletku, kdy dva dlouholetí američtí přátelé zjistí až v nevěstin svatební den, že o sebe opravdu stojí a že se mají velice rádi, nevěsta uteče ženichovi ve Skotsku od oltáře a další závěrečná svatba se pak koná až doma v Americe.

## Hrají
- Patrick Dempsey – Tom
- Michelle Monaghan – Hannah
- Kevin McKidd – Colin McMurray
- Kadeem Hardison – Felix
- Chris Messina – Dennis
- Richmond Arquette – Gary
- Busy Philipps – Melissa
- Whitney Cummings – Stephanie
- Emily Nelson – Hilary
- Kathleen Quinlan – Joan
- Selma Stern – babička Pearl
- Sydney Pollack – Tomův otec
- James Sikking – Reverend Foote
- Kevin Sussman – Trenýrkář
- Beau Garrett – Gloria
- Christine Barger – sekretářka
- Kelly Carlson – Christie
- Hannah Gordon – Colinova matka
- Myra McFadyen – teta Minna
- Mary Birdsong – Sharon
- Jaime Ray Newman – Ariel

## Tvůrčí tým
- námět: Adam Sztykiel
- scénář: Adam Sztykiel, Deborah Kaplan, Harry Elfont
- kamera: Tony Pierce-Roberts
- hudba: Rupert Gregson-Williams